# Urszula Danielewska
Urszula Danielewska, właściwie Urszula Danielewska-Wietecka (ur. 9 lutego 1942 w Bydgoszczy, zm. 5 grudnia 2015 tamże) – polska malarka, projektantka i aranżatorka wnętrz.

## Życiorys[1][2][3]
W latach 1961–1966 studiowała na Wydziale Sztuk Pięknych Uniwersytetu Mikołaja Kopernika w Toruniu. Dyplom z malarstwa w pracowni Stanisława Borysowskiego. W latach 1966–1980 obok pracy twórczej zajmowała się projektowaniem mody, grafiki reklamowej i malarstwem Pracowała dla takich zakładów jak dla ZPO Kreacja, ZPD Dzianotex oraz Zakładów Obuwniczych Kobra. Brała udział w konkursach i wystawach zbiorowych bydgoskiego środowiska twórców.
Od 1980 roku poświęciła się wyłącznie pracy twórczej. Jesienią 1980 r. otrzymała stypendium Wydziału Kultury Miasta w Ratyzbonie i przez kilka miesięcy malowała i rysowała w Bawarii. W Ratyzbonie odbyła się też jej pierwsza zagraniczna wystawa indywidualna. W 1986 roku otrzymała półroczne Stypendium miasta Spira i Ministerstwa Kultury Nadrenii-Palatynatu, zakończone dużą indywidualną wystawą. Ponadto była stypendystką Ministerstwa Kultury i Sztuki (1984) oraz Wojewody Bydgoskiego(1987).
W latach 1986–1987 odbyła w ramach wymiany kulturalnej podróże studyjne do Wietnamu (1986) i ZSRR (1987), a w latach późniejszych także do Francji, Tunezji, Egiptu i Jordanii.
W roku 1991 otworzyła w Bydgoszczy własną Galerię pn. „Art-Deko-Gallery”, w której odbywały się kameralne koncerty z udziałem muzyków z Filharmonii Pomorskiej oraz prezentacje malarstwa i grafiki. Była koordynatorem kilku wystaw zagranicznych twórców ze środowiska bydgoskich (m.in.: w Ratyzbonie, Mannheim i Essen)
Ostatnich 15 lat życia poświęciła na projektowanie i aranżacje wnętrz biur, gabinetów lekarskich, kancelarii notarialnych i adwokackich, domów i mieszkań osób prywatnych. Wśród jej zleceniodawców były także instytucje jak np. Filharmonia Pomorska im. Ignacego Jana Paderewskiego w Bydgoszczy, jeden z dziekanatów Akademii Techniczno-Rolniczej (dzisiaj Uniwersytet Technologiczno-Przyrodniczy w Bydgoszczy). Malowała wówczas sporadycznie, głównie na zamówienia, dlatego też z tego okresu zachowały się jedynie nieliczne szkice na papierze i kartonie.
Była członkiem ZPAP Bydgoszcz (1966–1983) i ZPAMiG (od 1984).

## Twórczość
W twórczości Urszuli Danielewskiej można wyróżnić dwa zasadnicze okresy: surrealistyczny (po 1976 r.) oraz inspirowany twórczością niemieckiej Grupy „Nowi dzicy” (niem. Neue Wilde). Okres „Dziki” to twórczość od 1986 roku. W tym okresie powstały głównie obrazy dużego formatu na płótnie, ale także na kartonie i papierze. Głównie są to nieco groteskowe postacie ludzkie malowane żywiołowo bez zbędnych szczegółów; początkowo w szarościach a później w kolorach o mocnym natężeniu. W tym okresie często sygnowała swoje prace jako „Dan”.
Jej prace znajdują się w zbiorach Muzeum Okręgowego im. Leona Wyczółkowskiego w Bydgoszczy, Galerii Miejskiej BWA w Bydgoszczy, BWA w Rzeszowie, BWA w Olsztynie, Filharmonii Pomorskiej im. Ignacego Jana Paderewskiego w Bydgoszczy i licznych kolekcjach prywatnych w kraju i za granicą (m.in. Anglii, Francji, Szwajcarii, Bułgarii, Niemczech, Danii i USA).

## Nagrody i wyróżnienia
- 1975: Nagroda na Okręgowym Konkursie Plastycznym z okazji XXX-lecia PRL
- 1979: Nagroda na Konkursie Plastycznym im. Piotra Michałowskiego
- 1980: 3-miesięczne Stypendium miasta Ratyzbona (Regensburg)
- 1984: roczne Stypendium Ministerstwa Kultury i Sztuki (obecnie Ministerstwo Kultury i Dziedzictwa narodowego)
- 1987: roczne Stypendium Wojewody Bydgoskiego
- 1988: półroczne Stypendium miasta Spira i Ministerstwa Kultury Nadrenii Palatynatu (Niemcy)
- 1992: Nagroda na I Biennale Plastyki Bydgoskiej
- 1996: Wyróżnienie na III Biennale Plastyki Bydgoskiej